# 머스캣 오브 알렉산드리아

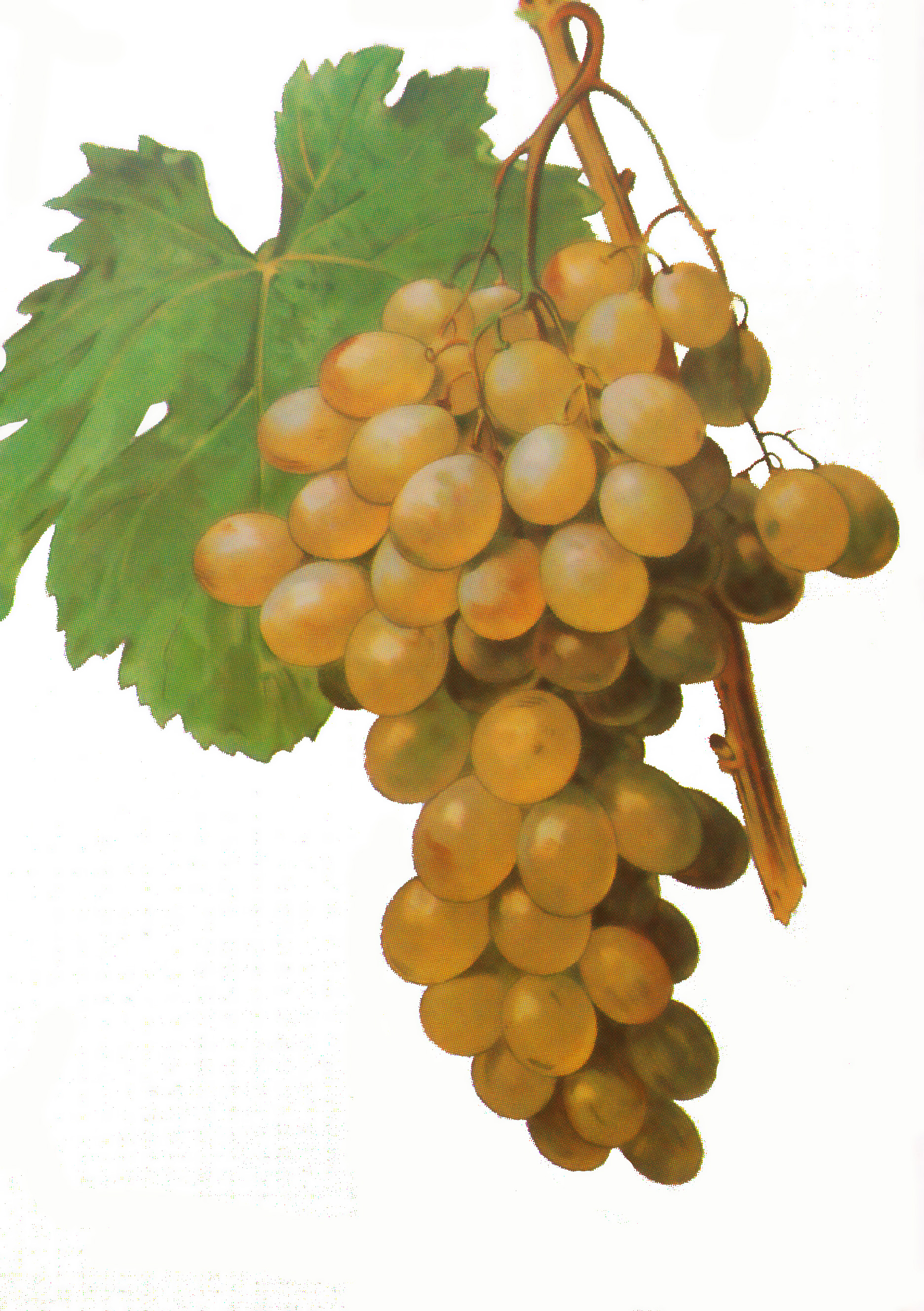

머스캣 오브 알렉산드리아(Muscat of Alexandria) 또는 머스캇 오브 알렉산드리아는 포도의 머스캣과에 속하는 화이트 와인 포도이다. 이는 "고대 포도나무"로 간주되며, 와인 전문가들은 이것이 아직까지 존재하는 유전적으로 변형되지 않은 가장 오래된 포도나무 중 하나라고 믿고 있다. 포도는 북아프리카가 원산지이며, 와인 제조에 포도를 사용했던 고대 이집트인과의 연관성에서 이름이 유래되었을 것이다. 식용포도와 건포도로 사용되기도 한다.
머스캣 오브 알렉산드리아는 그리스 북동부 에게해 지역의 림노스섬에서 매우 많이 재배되고 있으며, 클레오파트라가 그곳에서 머스캣 와인을 마셨다고 알려져 있다. 이탈리아에서는 판텔레리아 섬의 포도로 와인을 만들고, 칼라브리아주와 시칠리아에서 재배하여 지비보(Zibibbo)라고 부른다. 스페인에서 이 포도는 2015년에 주로 말라가, 알리칸테, 발렌시아 및 카나리아 제도에서 재배되었으며 10,318헥타르(25,496에이커)로 재배된 백포도 품종 중 6번째로 많이 재배되었다. 호주와 남아프리카 와인 산업에서 중요한 포도이다.